# 木全靖陛
木全 靖陛（きまた やすのり、1976年 11月25日 - ）は、日本の画家・デザイナー。岐阜県多治見市出身。竜をモチーフに制作を続けている。

## 主要作品
- 「雲龍図(虎渓山慈雲峰徳林院襖絵)」[1]
- 「達磨大師」(多治見市・白雲山清昌寺)[2]
- 「大雲龍図」(多治見市役所駅北庁舎陶壁タイル)[1]